# Boróka (növénynemzetség)

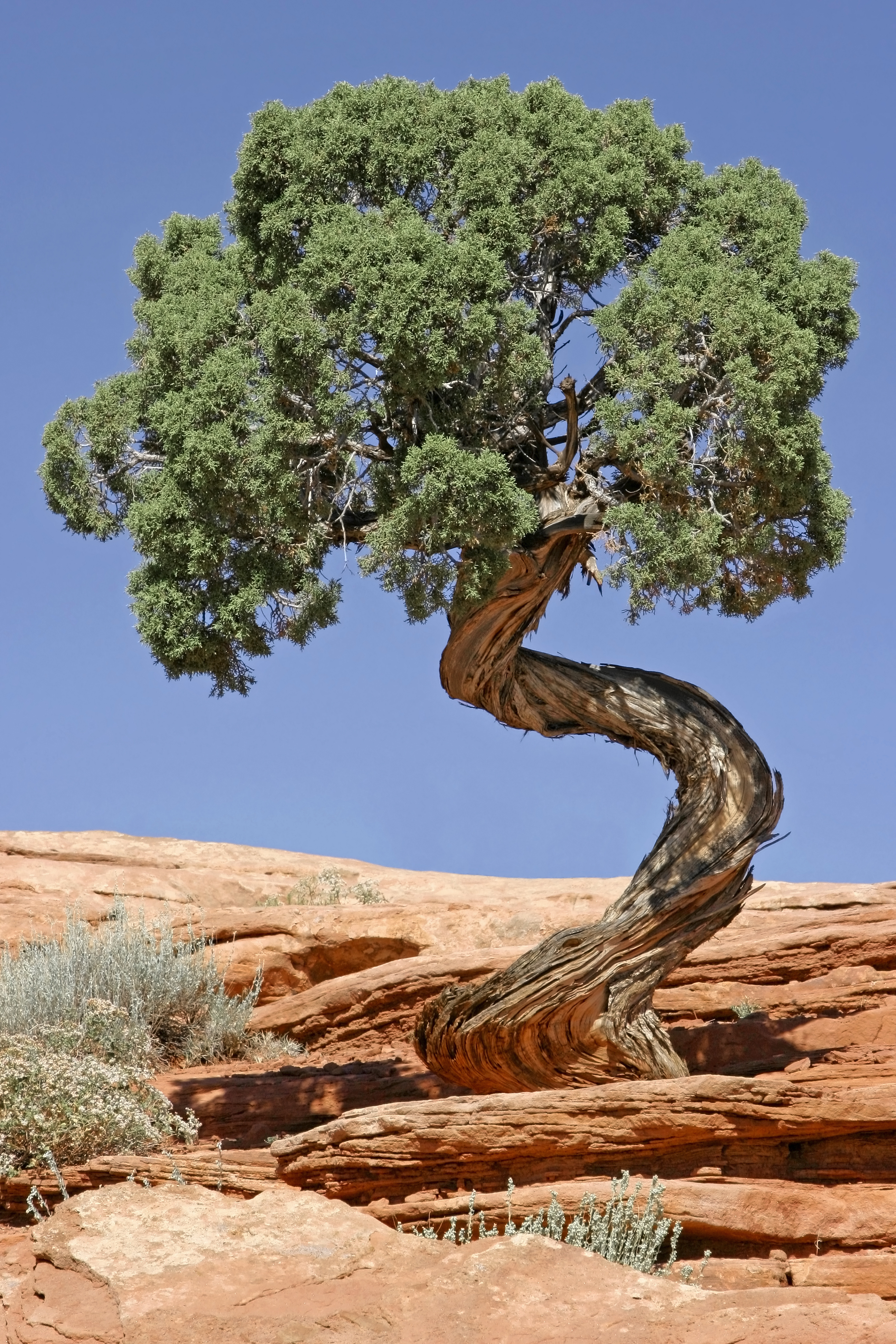
Utahi boróka (Juniperus osteosperma)

A boróka (Juniperus) a ciprusfélék családjának egyik nemzetsége.

## Származása, elterjedése
A nemzetség alapvetően holarktikus, de képviselői az egész északi féltekén: az Egyenlítő körüli hegyvidékektől az Arktiszig előfordulnak. Egy faja: a közönséges boróka (Juniperus communis) a Kárpát-medencében is gyakori. A mérgező nehézszagú boróka (Juniperus sabina) főleg templomkertekben nő, további négy faj jóval ritkább.

## Megjelenése, felépítése

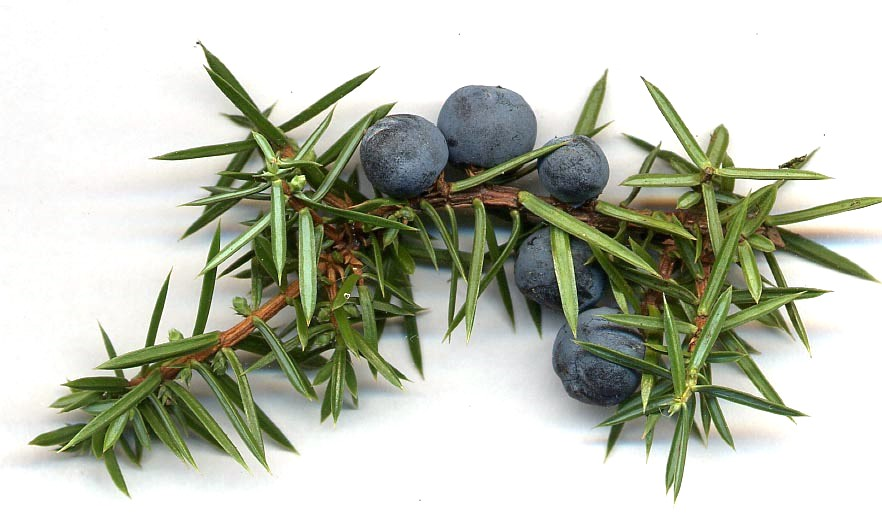
A közönséges boróka levele és bogyója

Örökzöld; az egyes fajok fák vagy cserjék; leveles ágacskáik szögletesek vagy hengeresek. Többnyire kétlaki; a hím- és nőivarú egyedeknek gyakran még az alakja is különbözik. Egyes fajok egyértelműen elfekvőek, de a legtöbbnek elfekvő és oszlopos növésű típusa is van: utóbbiból gyakran kertészeti változatokat nemesítenek ki.
Kétféle levele van:
- a fiatal tűlevelek
- és a kifejlett pikkelylevelek.

A két levélfajta aránya fajonként más és más.
Virágai nem feltűnőek. Termésszerű képződménye az elhúsosodott falú tobozbogyó.

## Életmódja, termesztése
A különféle tájakról származó borókák hazánkban nagyon különböző módon viselkedhetnek, az egyes növények igényei fölöttébb különbözőek lehetnek. A szennyezett levegőt általában rosszul tűrik, emellett gyakran tetvesednek, atkásodnak. Fényigényesek.
A kis-ázsiai fajok jól tűrik a szárazságot. Ivartalanul a megújított anyatövekről hajtásdugványokkal jól szaporítható. Termése egy–két év alatt érik be.

## Felhasználása
Fája kemény, de könnyen munkálható. Mivel sok benne az olaj és a gyanta, a rovarkártevőknek ellenáll.
A nemzetség több faja fűszer- és gyógynövény, mások viszont mérgezőek. Legtöbbet használt faja a közönséges boróka, amiből borókapárlatok (például borovicska), illetve borókával ízesített szeszek (jenever és gin) készülnek.

## Rendszertani felosztása
A nemzetség mintegy ötven faját két fajcsoportba osztják:
- Juniperus fajcsoport avagy igazi borókák (J. sect. Juniperus):
  - közönséges boróka (Juniperus communis),
  - havasi boróka ~ alhavasi boróka, ~ törpe boróka, (Juniperus sibirica)
  - fövenyboróka (Juniperus conferta Parl.) avagy (Juniperus litoralis Maxim),
  - szír boróka[1] (szíriai boróka, (Juniperus drupacea Labill.),
  - mandzsu boróka[1] (Juniperus rigida Sieb. et Zucc.),
  - Juniperus brevifolia,
  - Juniperus cedrus,
  - Juniperus deltoides,
  - Juniperus formosana,
  - Juniperus lutchuensis,
  - Juniperus macrocarpa,
  - Juniperus navicularis,
  - vörös boróka ~ vörös termésű boróka, (Juniperus oxycedrus (Sibth. et Sm.) Ball).
- Sabina fajcsoport avagy lóciprusok (J. sect. Sabina)
  - nehézszagú boróka (Juniperus sabina)
  - Juniperus angosturana,
  - Juniperus ashei,
  - Juniperus barbadensis,
  - Juniperus bermudiana,
  - Juniperus blancoi,
  - Juniperus californica,
  - kínai boróka (Juniperus chinensis),
  - Juniperus coahuilensis,
  - Juniperus comitana,
  - Juniperus convallium,
  - Juniperus coxii,
  - Juniperus davurica,
  - Juniperus deppeana,
  - Juniperus durangensis,
  - görög boróka[1] ~ görög pikkelyboróka, (Juniperus excelsa M. Bieb.)
  - Juniperus flaccida,
  - Juniperus foetidissima,[1]
  - Juniperus gamboana,
  - Juniperus gaussenii,
  - henye boróka (Juniperus horizontalis),
  - Juniperus indica,
  - Juniperus jaliscana,
  - Juniperus komarovii,
  - Juniperus monosperma,
  - Juniperus monticola,
  - Juniperus morrisonicola,
  - Juniperus occidentalis,
  - utahi boróka (Juniperus osteosperma, Juniperus utahensis),
  - kínai terülőboróka[2]  (Juniperus × pfitzeriana syn. J. x media; J. chinensis x J. sabina hibrid),
  - föníciai boróka ~ föníciai pikkelyboróka, (Juniperus phoenicea L.)
  - texasi vörösboróka (Juniperus pinchotii),
  - Juniperus polycarpos,
  - Juniperus procera,
  - kúszó boróka ~ japán törpeboróka[2] (Juniperus procumbens Sieb.)
  - Juniperus pseudosabina,
  - csüngőágú boróka[1] (Juniperus recurva),
  - Juniperus saltillensis,
  - Juniperus saltuaria,
  - oregoni boróka ~ sziklás-hegységi boróka[1] (Juniperus scopulorum),
  - Juniperus semiglobosa,
  - törpe boróka (himalájai törpe boróka, Juniperus squamata)
  - Juniperus standleyi,
  - spanyol boróka[1] (Juniperus thurifera),
  - Juniperus tibetica,
  - virginiai boróka[1] ~ (Juniperus virginiana),
  - Juniperus wallichiana.